# Джоан Ліндсі
Джоан Ліндсі (англ. Joan Lindsey, при народженні Джоан Беккет Вейгалл, англ. Joan à Beckett Weigall; 16 листопада 1896, Мельбурн — 23 січня 1984) — австралійська письменниця та художниця, найбільш відома за романом «Пікнік біля Навислої скелі» (1967), за яким режисер Пітер Вір створив однойменний кінофільм (1975).

## Життєпис
Народилася 16 листопада 1896 року в Мельбурні. Вона була третьою дочкою Тейра Беккета Вейгалла, баристера, і його дружини Енні Софі Генрієтти.
Дід Джоан з материного боку, Роберт Гамільтон (1836—1895), був губернатором Тасманії, а її двоюрідний дід сер Вільям Беккет — головним суддею штату Вікторія. Спочатку Джоан виховувала гувернантка, потім вона навчалася в школі для дівчат.
У 1916—1920 роках Джоан вивчала живопис у школі при Національній галереї Вікторії, де її викладачами були Бернард Холл і Фредерік Мак-Каббін. 1922 року у Лондоні вступила у шлюб з художником Дерілом Ліндсі. Повернувшись до Мельбурна 1924 року, вони організували спільну виставку своїх робіт, урочисто відкриту співачкою Неллі Мелба, з якою подружжя перебувало у дружніх стосунках.
Вийшовши заміж Джоан Ліндсі майже припинила займатися живописом, зате звернулася до літератури й у 1920-х роках опублікувала низку статей і оповідань у різних газетах та журналах. Вона також написала дві п'єси, які лишилися невиданими — «Cataract» і «Wolf!» (остання в співавторстві з Марго Гойдер та Енн Джоск). 1936 року, під псевдонімом Серена Лівінгстон-Стенлі, було видано її роман «Through Darkest Pondelayo» — пародія на популярні книги у жанрі дорожніх нарисів.
1941 року Деріла Ліндсі було призначено директором Національної галереї Вікторії. Три дні на тиждень Джоан працювала в якості його асистентки. Пізніше вона стала однією зі співавторок книг «Шедеври Національної галереї Вікторії» (1949) та «Рання архітектура Мельбурна: 1840—1888» (1953). У 1958—1964 роках вона була головою Товариства мистецтв та ремесел Вікторії (Arts and Crafts Society of Victoria).
У 1960-х роках вийшли три романи Джоан Ліндсі: «Time without Clocks» (1962), «Facts Soft and Hard» (1964) і прославивши її «Picnic at Hanging Rock» (1967). Написаний всього за чотири тижні, «Пікнік біля Навислої скелі» розповідає про таємниче зникнення трьох дівчат та їхньої вчительки. Останній розділ, у якому розкривається таємниця (школярки та вчителька зникли, пройшовши крізь часовий портал на схилі скелі), було вилучено з книги на вимогу видавця і вперше опубліковано лише 1987 року. Атмосфера містики і таємниці стала однією з причин межнародної популярності екранізації роману, створеної Пітером Віром 1975 року.
1969 року Джоан Ліндсі потрапила в автомобільну аварію і отримала серйозні травми, після чого послідував довгий період реабілітації. 1976 року не стало Деріла Ліндсі. Сама письменниця померла у Франкстоні 23 грудня 1984 року в 88-річному віці від раку шлунка. В її будинку, який вона заповіла Національному фонду Австралії, до теперішнього часу зберігається колекція предметів, пов'язаних з історією написання та екранізації «Пікніка біля Навислої скелі».